# جايسون يونغ (لاعب كرلنغ)
جايسون يونغ هو لاعب كرلنغ كندي، ولد في 20 سبتمبر 1979.

## وصلات خارجية
- جايسون يونغ على موقع الاتحاد الدولي للكرلنغ (الإنجليزية)